# Panorama pris d'un train en marche
Panorama pris d'un train en marche (Panorama preso da un treno in marcia) è un cortometraggio diretto da Georges Méliès (Star Film 151) della durata di circa 1 minuto in bianco e nero.
Il film è ambientato nella realtà e mostra il movimento della camera che è collocata su un treno in marcia. Il film si dovette ispirare ai coevi film dei Fratelli Lumière, dove si vede una scena in movimento presa da treni in partenza.

## Trama
La camera, sul tettuccio di un treno, inquadra il paesaggio: case, cavalcavia, ponti.